# 皮卢比耶
皮卢比耶（法語：Puyloubier，法語發音：[pɥilubje]）是法国罗讷河口省的一个市镇，属于普罗旺斯地区艾克斯区。

## 地理
皮卢比耶（43°31'30"N, 5°40'37"E）面积40.85 平方千米，位于法国普罗旺斯-阿尔卑斯-蓝色海岸大区罗讷河口省，该省份为法国东南部沿海省份，北起沃克吕兹省，西接加尔省，南濒地中海，东临瓦尔省。
与皮卢比耶接壤的市镇（或旧市镇、城区）包括：鲁塞、拜翁河畔圣昂托南、特雷茨、沃夫纳格、普里耶尔、里扬斯。
皮卢比耶的时区为UTC+01:00、UTC+02:00（夏令时）。

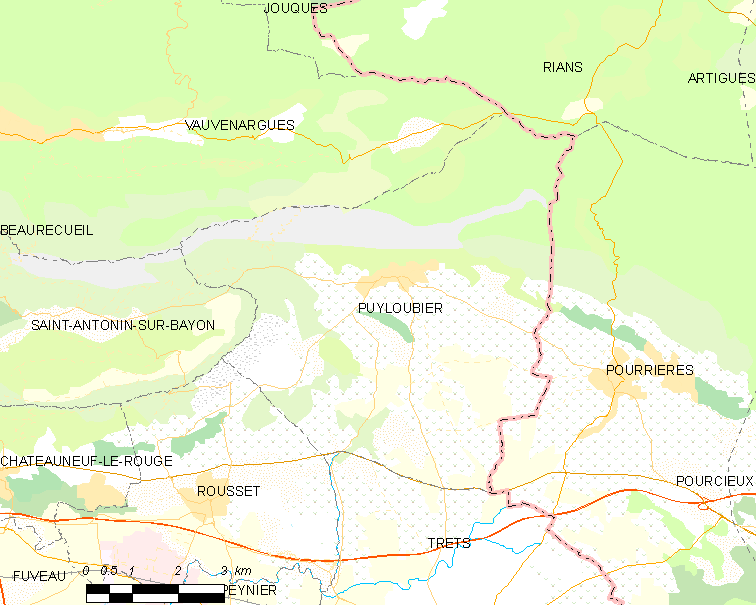
皮卢比耶的OSM定位图

## 行政
皮卢比耶的邮政编码为13114，INSEE市镇编码为13079。

## 政治
皮卢比耶所属的省级选区为特雷茨县。

## 人口

1962-2008年间皮卢比耶人口变化图示

皮卢比耶于2022年1月1日时的人口数量为1780人。